# Ingeborg Sello

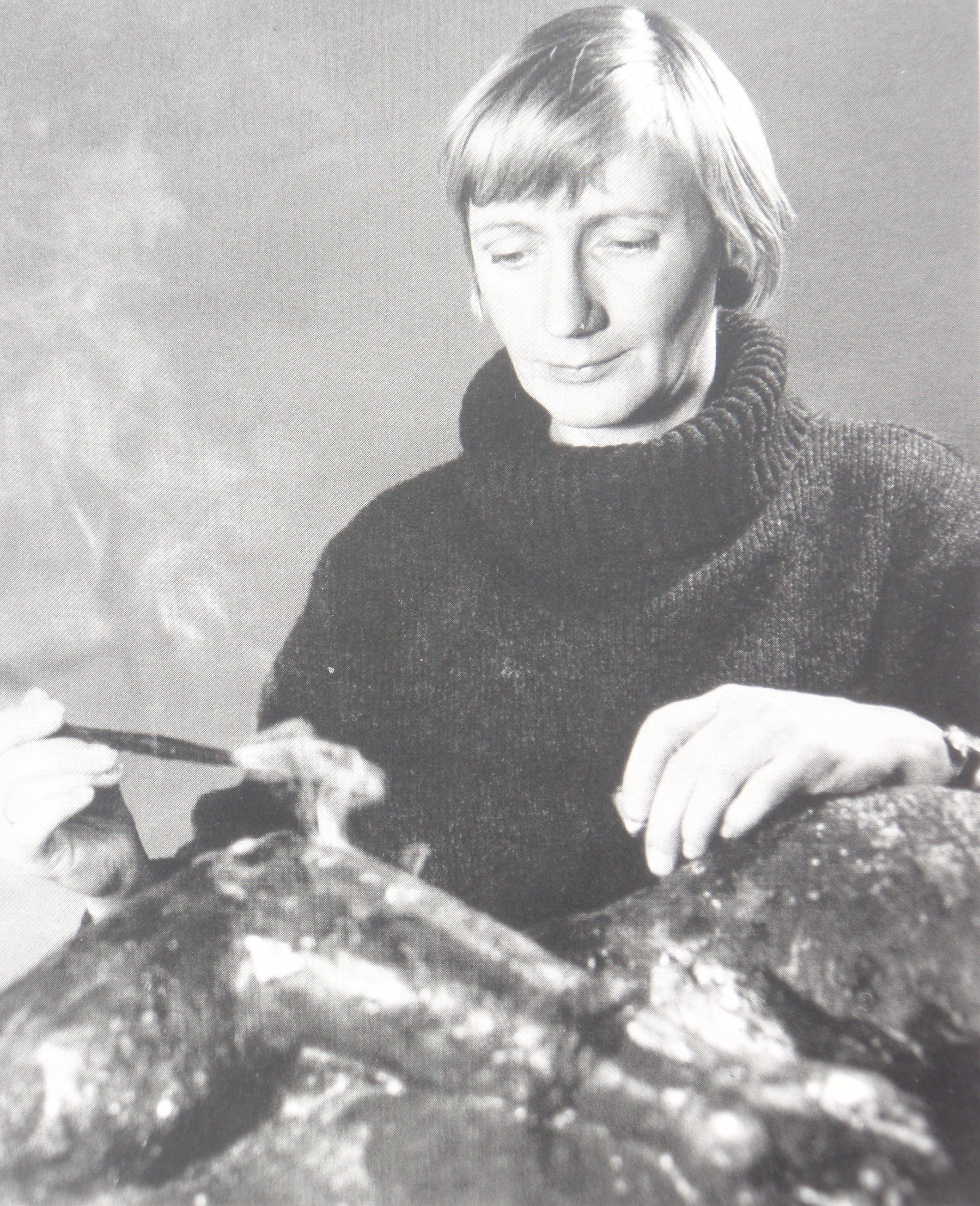
Künstlerin Ursula Querner (1964), Foto: Ingeborg Sello

Ingeborg Sello (* 24. Januar 1916 in Oldenburg; † 5. Mai 1982 in Hamburg) war eine deutsche Fotografin und Kunstkritikerin.

## Leben
Ingeborg Sello – geboren als Ingeborg Prinz – wuchs zunächst in Wilhelmshaven, später in Hamburg auf. Ab 1925 nahm sie den Nachnamen ihres Stiefvaters Erwin Mösch an. Nach der Schulzeit in Hamburg machte sie ab 1934 eine Lehre als Fotografin an der Reimann-Schule in Berlin bei Otto Croy. 1935 bis 1936 folgte eine berufliche Weiterbildung an der Bayerischen Staatsanstalt für Lichtbildwesen in München. Sie schloss ihre Berufsausbildung mit der Gesellenprüfung bei Hans Schreiner ab.
Nach der Eheschließung mit dem Kunsthistoriker Gottfried Sello in Berlin wurden die Tochter Katrin Sello (1941–1992) und der Sohn Thomas Sello (* 1945) geboren. Die Familie zog 1945 nach Hamburg um. Hier gründete das Ehepaar Sello die Galerie der Jugend in der Steinstraße. Die Galerie schloss bereits 1951, da die Räume auf dem Dachboden des Finanzamtes Hamburg nicht mehr zur Verfügung standen. Die Galerietätigkeit war die Basis für die Bekanntschaft zu zahlreichen Künstlern und Kunstschaffenden.
Ingeborg Sello eröffnete 1948 ein eigenes Fotoatelier in der Ernst-Merck-Straße. Sie wurde regelmäßige freie Mitarbeiterin für die Feuilletons der Hamburger Tageszeitungen, daneben verfasste sie Textreportagen beim Hamburger Echo. 1951 legte Ingeborg Sello als Fotografin die Meisterprüfung vor der Hamburger Handwerkskammer ab und bildete fortan Lehrlinge aus.
1955 erfolgte die erste eigene Ausstellung mit Bildern aus dem Feuilleton in der Staatlichen Landesbildstelle Hamburg. Die Landesbildstelle erwarb daraufhin zahlreiche Künstlerporträts für den eigenen Bestand. 1956 erhielt Sello den ersten Preis der Fachgruppe Bild im Journalistenverband.
In den fünfziger Jahren porträtierte Ingeborg Sello zahlreiche Künstler, Schriftsteller und Schauspieler. Viele der Porträtierten waren Freunde oder sie wurden es bei dem Besuch im Fotoatelier, wenn trotz greller Lampen intensive Gespräche geführt wurden. Ingeborg Sello schaffte es, dass die Porträtierten trotz des Auges der Kamera zu einem spontanen Ausdruck zurückfanden. So konnte sie schon sehr früh Aufnahmen des noch jugendlichen Horst Janssen, der jungen Heidi Kabel, von Oskar Kokoschka, Max Ernst, K.R.H. Sonderborg, Henry Moore, Hans Arp, Willi Baumeister, Marcel Marceau, Bernhard Minetti und vielen anderen machen.
1967 folgte die Scheidung von Gottfried Sello und ab 1970 zunehmende Tätigkeit als Kunstkritikerin für das Hamburger Abendblatt u. a.; 1978 Reise nach Spanien, dort erhält sie Anregungen für eine großformatige Farbkompositionsfolge „Spanische Mauern“. Sello produzierte auch Fotoreportagen über das Hamburger Alltagsleben, machte Werbeaufnahmen, stellte Berufe und ihre Akteure vor und fotografierte Theater- und Opernaufführungen.
Am 5. Mai 1982 starb Ingeborg Sello nach der Rückkehr von einer Romreise.

## Ausstellungen
- 1966: Ausstellung Komposition und Experiment in der Galerie Clarissa, dann Galerie 13 (Hamburg) dann Galerie Jule Hammer (Berlin).
- 1982: Ausstellung in der Hamburger Bücherstube Felix Jud: Horst Janssen, Portraits.

## Zitat
„Denn das Wichtigste beim Fotografieren scheint mir, dass man an jede Aufnahme wie an die erste herangeht. Man muss alles vergessen, was man vorher gemacht hat – bis auf die technischen Erfahrungen. Das krampfhafte Bemühen um einen eigenen Stil widerspricht der eigentlichen Rolle der Fotografie, die eine dienende ist. Ich glaube, dass immer nur das Objekt und die Aufgabe den Stil der Aufnahme bestimmen. Man muss dem Objekt unbefangen und ohne bestimmte Vorstellungen entgegentreten und auf den rechten Augenblick warten, in dem der Ausdruck des Menschen ganz spontan und dabei doch charakteristisch ist. Wenn sich trotzdem so etwas wie ein eigener Stil herausbildet, so ist das wie mit der eigenen Handschrift, um die man sich auch nicht bemüht.“
Ingeborg Sello zu ihrer Ausstellung Bilder aus dem Feuilleton, 1955

## Nachlass
Den Nachlass betreut das Forum für Nachlässe von Künstlerinnen und Künstlern in Hamburg.